# Scytalidium vaccinii
Scytalidium vaccinii är en svampart som beskrevs av Dalpé, Litten & Sigler 1989. Scytalidium vaccinii ingår i släktet Scytalidium, ordningen disksvampar, klassen Leotiomycetes, divisionen sporsäcksvampar och riket svampar.   Inga underarter finns listade i Catalogue of Life.